# Asch (Fuchstal)
Asch ist ein Ortsteil der Gemeinde Fuchstal im oberbayerischen Landkreis Landsberg am Lech, etwa 50 Kilometer südlich von Augsburg bzw. 75 Kilometer südwestlich von München.

## Geografie
Das Pfarrdorf Asch liegt etwa zwei Kilometer westlich des Lechs auf einer breiten Schotterterrasse, die im Osten von einem Altmoränenzug begrenzt wird.

## Geschichte
Die erste Erwähnung des Ortes datiert 1126, als die Grafen von Ronsberg aus Irsee Besitzungen in Asch beleihen. 1401 geht Asch an die Herren von Freyberg über, die den Besitz 1636 beziehungsweise 1740 an das Augsburger Kloster St. Stephan vererben.
Seit dem Reichsdeputationshauptschluss und der Säkularisation von 1803 gehört das gesamte Gebiet der jetzigen Gemeinde Fuchstal zu Bayern, bis zur Gebietsreform gehörte Asch zum bayerischen Regierungsbezirk Schwaben. 
Die heutige Gemeinde Fuchstal entstand 1972 im Rahmen der Gebietsreform aus dem Zusammenschluss der Gemeinden Asch, Markt Leeder und Seestall. 1978 schlossen sich die Gemeinden Fuchstal und Unterdießen zur Verwaltungsgemeinschaft Fuchstal zusammen.

## Sehenswürdigkeiten
- Pfarrkirche St. Johann Baptist
- Floriansbrunnen
- Katholische Kapelle Sankt Leonhard

Siehe auch Liste der Baudenkmäler in Asch

## Bodendenkmäler
Siehe: Liste der Bodendenkmäler in Fuchstal